# Sete (film)
Sete (Törst) è un film di Ingmar Bergman realizzato nel 1949 su commissione della Svensk Filmindustri.
Tratto dalle novelle di Birgit Tengroth, è un dramma familiare a due voci che anticipa l'ambientazione del film Il silenzio e si svolge interamente su un treno nello scompartimento di un vagone letto, tranne la scena iniziale dei due coniugi nella camera di un albergo e due flashback sul passato di entrambi.

## Trama
Ruth è una ex ballerina che ha avuto prima del matrimonio un amante che l'ha messa incinta costringendola a subire un aborto che l'ha resa sterile. L'odio verso gli uomini che Ruth ha ricavato da questa esperienza si ripercuote sul rapporto con il marito Bertil, un impiegato che, prima di sposare Ruth ha amato una donna nevrotica, Viola, che lo ha reso insicuro nei rapporti con le altre donne.
Il viaggio che stanno compiendo Ruth e Bertil, dall'Europa meridionale alla Svezia, avviene attraverso la Germania ancora sotto gli orrori della guerra. I due coniugi, durante il lungo viaggio sono costretti a guardare dentro se stessi e a confrontarsi riuscendo alla fine, pur dovendo riconoscere i propri limiti, a ritrovare un rapporto più sereno per poter ricominciare a vivere diversamente.
In modo parallelo si svolge la vicenda di Viola che, dopo squallide esperienze con uno psicanalista poco scrupoloso e un'amica che si rivela di tendenze lesbiche, si uccide.
Bertil, uccidendo la moglie con l'immaginazione, comprende che se quello, a livello inconscio, è il modo per liberarsi dal vuoto d'amore, l'unico modo per riempirlo è quello di cercare di capirsi e amarsi con buona volontà.

## Critica
Come scrive Ernesto G. Laura la sete del titolo è la sete d'amore che non può essere "colmata artificialmente, con viziose anormalità".